# Evrovizijska Melodija 2020
La ventiquattresima edizione di Evrovizijska Melodija si è tenuta il 22 febbraio 2020 presso gli studi televisivi di RTV Slovenija a Lubiana e ha selezionato il rappresentante della Slovenia all'Eurovision Song Contest 2020 di Rotterdam.
La vincitrice è stata Ana Soklič con Voda.

## Organizzazione
Come le precedenti edizioni, l'organizzazione della selezione è spettata all'emittente radiotelevisiva pubblica Radio Televizija Slovenija (RTV SLO).
L'emittente ha ricevuto i brani candidati tra il 1º agosto al 18 novembre 2019, selezionando tra i 74 aspiranti i 10 partecipanti ad EMA. A questi si sono aggiunti anche i vincitori di EMA Freš, la preselezione organizzata dall'emittente che ha permesso a due artisti emergenti nel panorama musicale nazionale di prendere parte alla competizione.
Lo show si è tenuto in un'unica serata ed è stato articolato in due round: nel primo si sono esibiti i 12 partecipanti e due di loro sono stati selezionati da una giuria, mentre nel secondo round i due artisti selezionati sono stati votati dal televoto per decretare il vincitore.

## EMA Freš
EMA Freš è stata la preselezione online organizzata dall'emittente, iniziata il 4 novembre 2019 e terminata il 6 dicembre 2019. Per poter prendere parte alla selezione, gli aspiranti partecipanti devono essere artisti emergenti nel panorama musicale, non avere oltre i 26 anni d'età e di non avere oltre i 3 singoli pubblicati. Una giuria ha selezionato i 18 brani che hanno partecipato ad EMA Freš.
Due brani in competizione sono stati pubblicati ogni lunedì, martedì e mercoledì dal 4 al 20 novembre 2019. Gli utenti online hanno scelto il loro brano preferito tra le due proposte ogni giorno, con i vincitori di ogni duelli che passeranno ad un altro round finale il venerdì di quella settimana (8, 15 o 22 novembre 2019). Gli utenti online hanno scelto un brano per la finale di EMA Freš, mentre una giuria ne ha selezionato un altro. Due brani si sono qualificati ogni settimana per tre settimane, portando sei brani in finale.
I restanti dodici partecipanti sono passati di nuovo attraverso lo stesso processo, con duelli svoltisi dal 25 novembre al 4 dicembre 2019, con i due round finali il 29 novembre e il 6 dicembre 2019. Al termine di questo processo, dieci brani si sono qualificati per la finale televisiva di EMA Freš.

### Primo round
Accede all fase successiva
     Accede alla finale di EMA Freš tramite voto della giuria
     Accede alla finale di EMA Freš tramite televoto
| Artista  | Titolo                | Punteggio |
| -------- | --------------------- | --------- |
| Stella   | Ne vem, če sem v redu | 869       |
| Pia Nina | Tukaj in zdaj         | 800       |

| Artista   | Titolo   | Punteggio |
| --------- | -------- | --------- |
| Soulution | Eno      | 1.150     |
| Younite   | The Cure | 1.336     |

| Artista               | Titolo     | Punteggio |
| --------------------- | ---------- | --------- |
| Astrid in Avantgarden | Sing to Me | 811       |
| Martina               | Pleši      | 1.126     |

| Artista | Titolo                | Punteggio |
| ------- | --------------------- | --------- |
| Stella  | Ne vem, če sem v redu | 669       |
| Younite | The Cure              | 1.148     |
| Martina | Pleši                 | 558       |

| Artista      | Titolo    | Punteggio |
| ------------ | --------- | --------- |
| Klarity      | Diham     | 1.098     |
| Tilen Lotrič | Jaz in ti | 829       |

| Artista      | Titolo                   | Punteggio |
| ------------ | ------------------------ | --------- |
| Marko Škof   | Hočem da je vse kot prej | 688       |
| Petra Ceglar | Srce naglas              | 965       |

| Artista        | Titolo         | Punteggio |
| -------------- | -------------- | --------- |
| Parvani Violet | Cupid          | 1.008     |
| Sara Petešič   | Sanjaj / Dream | 347       |

| Artista        | Titolo      | Punteggio |
| -------------- | ----------- | --------- |
| Klarity        | Diham       | 799       |
| Petra Ceglar   | Srce naglas | 617       |
| Parvani Violet | Cupid       | 766       |

| Artista         | Titolo                   | Punteggio |
| --------------- | ------------------------ | --------- |
| Saška           | Še kar lovim tvoj nasmeh | 1.240     |
| Ljudmila Frelih | Vztrajaj, ker je vredno  | 279       |

| Artista        | Titolo                 | Punteggio |
| -------------- | ---------------------- | --------- |
| Nuša Pliberšek | Življenje je čarovnija | 847       |
| Alfirev        | Črno bela lika         | 831       |

| Artista      | Titolo      | Punteggio |
| ------------ | ----------- | --------- |
| Marmoris     | Moj pristan | 723       |
| Lana Hrvatin | Dream       | 554       |

| Artista        | Titolo                   | Punteggio |
| -------------- | ------------------------ | --------- |
| Saška          | Še kar lovim tvoj nasmeh | 773       |
| Nuša Pliberšek | Življenje je čarovnija   | 516       |
| Marmoris       | Moj pristan              | 679       |

### Secondo round
Accede all fase successiva
     Accede alla finale di EMA Freš tramite voto della giuria
     Accede alla finale di EMA Freš tramite televoto
| Artista      | Titolo         | Punteggio |
| ------------ | -------------- | --------- |
| Pia Nina     | Tukaj in zdaj  | 429       |
| Sara Petešič | Sanjaj / Dream | 158       |

| Artista        | Titolo                   | Punteggio |
| -------------- | ------------------------ | --------- |
| Marko Škof     | Hočem da je vse kot prej | 277       |
| Nuša Pliberšek | Življenje je čarovnija   | 307       |

| Artista   | Titolo         | Punteggio |
| --------- | -------------- | --------- |
| Alfirev   | Črno bela lika | 1.050     |
| Soulution | Eno            | 863       |

| Artista        | Titolo                 | Punteggio |
| -------------- | ---------------------- | --------- |
| Pia Nina       | Tukaj in zdaj          | 337       |
| Nuša Pliberšek | Življenje je čarovnija | 260       |
| Alfirev        | Črno bela lika         | 934       |

| Artista      | Titolo | Punteggio |
| ------------ | ------ | --------- |
| Lana Hrvatin | Dream  | 324       |
| Martina      | Pleši  | 165       |

| Artista               | Titolo      | Punteggio |
| --------------------- | ----------- | --------- |
| Astrid in Avantgarden | Sing to Me  | 808       |
| Petra Ceglar          | Srce naglas | 649       |

| Artista         | Titolo                  | Punteggio |
| --------------- | ----------------------- | --------- |
| Ljudmila Frelih | Vztrajaj, ker je vredno | 240       |
| Tilen Lotrič    | Jaz in ti               | 270       |

| Artista               | Titolo     | Punteggio |
| --------------------- | ---------- | --------- |
| Lana Hrvatin          | Dream      | 326       |
| Astrid in Avantgarden | Sing to Me | 398       |
| Tilen Lotrič          | Jaz in ti  | 261       |

### Finale
Le 10 qualificate si sono sfidate nella finale per i due posti disponibili per l'EMA 2020. Un posto è stato determinato dal televoto mentre l'altro da una giuria.
     Qualificato dalla giuria
     Qualificato dal televoto
| #  | Artista               | Brano                    | Lingua  | Compositori                                                                             |
| -- | --------------------- | ------------------------ | ------- | --------------------------------------------------------------------------------------- |
| 1  | Stella                | Ne vem, če sem v redu    | Sloveno | Špela Jezovšek                                                                          |
| 2  | Younite               | The Cure                 | Inglese | Jakob Zlatinšek, Pija Lucija Kralj                                                      |
| 3  | Alfirev               | Črno bela lika           | Sloveno | Patrik Šimenc, Žan Vončina, Tia Alfirev                                                 |
| 4  | Klarity               | Diham                    | Sloveno | Klara Klasinc Brglez, Primož Jurendić, Niki Kozoderc                                    |
| 5  | Marmoris              | Moj pristan              | Sloveno | Matic Skok, Blaž Horvat, Andraž Kos                                                     |
| 6  | Saška                 | Še kar lovim tvoj nasmeh | Sloveno | Jure Skaza, Matic Mlakar                                                                |
| 7  | Pia Nina              | Tukaj in zdaj            | Sloveno | Pia Nina Stružnik Štefe, Jernej Kržič                                                   |
| 8  | Lana Hrvatin          | Dream                    | Inglese | Lana Hrvatin, Enej Žagar                                                                |
| 9  | Parvani Violet        | Cupid                    | Inglese | Veronika Steiner, Anže Zaveršnik, Aljaž Šumej, Florjan Ajdnik, Jaka Jeršič, Anže Lečnik |
| 10 | Astrid in Avantgarden | Sing to Me               | Inglese | Astrid Ana Kljun, Janez Hace, Martin Štibernik                                          |

## Partecipanti
La lista dei partecipanti è stata annunciata il 20 dicembre 2019. Mentre i vincitori di EMA Freš, sono stati annunciati il 18 gennaio 2020.
| Artista              | Brano                    | Lingua  | Compositori                                                                             |
| -------------------- | ------------------------ | ------- | --------------------------------------------------------------------------------------- |
| Ana Soklič           | Voda                     | Sloveno | Ana Soklič, Bojan Simončič                                                              |
| Božidar Wolfand Wolf | Maybe Someday            | Inglese | Grigor Koprov, Božidar Wolfand Wolf, Helena Banič Wolfand                               |
| Gaja Prestor         | Verjamem vase            | Sloveno | Žan Serčič, Gaja Prestor                                                                |
| Imset                | Femme Fatale             | Sloveno | Jaka Peterka, Dejan Macura, Blaž Horvat, Jaka Ažman, Matej Pečaver, Rok Lunaček         |
| Inmate               | The Salt                 | Inglese | Andrej Bezjak, Marko Duplišak, Miha Oblišar, Jure Grudnik                               |
| Klara Jazbec         | Stop the World           | Inglese | Ed Fisher, Ani Cordero, Klara Jazbec                                                    |
| Lina Kuduzović       | Man Like U               | Inglese | Lina Kuduzović                                                                          |
| Manca Berlec         | Večnost                  | Sloveno | Patrik Šimenc, Manca Berlec                                                             |
| Parvani Violet       | Cupid                    | Inglese | Veronika Steiner, Anže Zaveršnik, Aljaž Šumej, Florjan Ajdnik, Jaka Jeršič, Anže Lečnik |
| Saška                | Še kar lovim tvoj nasmeh | Sloveno | Jure Skaza, Matic Mlakar                                                                |
| Simon Vadnjal        | Nisi sam                 | Sloveno | Kevin Koradin, Clifford Goilo, Simon Vadnjal                                            |
| Tinkara Kovač        | Forever                  | Inglese | Aleš Klinar, Anja Rupel                                                                 |

## Finale
La finale si è svolta il 22 febbraio 2020. Nella prima fase, una giuria composta dalle ex rappresentanti eurovisive nazionali Darja Švajger, Nuša Derenda e Maja Keuc ha selezionato le due canzoni che avrebbero avuto accesso alla superfinale: Voda di Ana Soklič e Man Like U di Lina Kuduzović. La vincitrice, decretata interamente dal televoto, è stata Ana Soklič, che ha ricevuto il 54% delle preferenze.
| #  | Artista              | Brano                    | Posizione |
| -- | -------------------- | ------------------------ | --------- |
| 1  | Simon Vadnjal        | Nisi sam                 | 4         |
| 2  | Saška                | Še kar lovim tvoj nasmeh | 5         |
| 3  | Gaja Prestor         | Verjamem vase            | 7         |
| 4  | Ana Soklič           | Voda                     | 1         |
| 5  | Inmate               | The Salt                 | 8         |
| 6  | Manca Berlec         | Večnost                  | 10        |
| 7  | Tinkara Kovač        | Forever                  | 6         |
| 8  | Božidar Wolfand Wolf | Maybe Someday            | 12        |
| 9  | Parvani Violet       | Cupid                    | 3         |
| 10 | Klara Jazbec         | Stop the World           | 9         |
| 11 | Imset                | Femme Fatale             | 11        |
| 12 | Lina Kuduzović       | Man Like U               | 2         |

### Superfinale
| Artista        | Brano      | Televoti | Posizione |
| -------------- | ---------- | -------- | --------- |
| Ana Soklič     | Voda       | 5.035    | 1         |
| Lina Kuduzović | Man Like U | 4.369    | 2         |